# Heilige Sebastiaan (Verkade)
Heilige Sebastiaan is een schilderij van de Nederlandse kunstschilder Jan Verkade uit 1892. Het toont de met pijlen doorboorde martelaar Sebastiaan, geschilderd met tempera op karton in een cloisonnistische stijl. Het werk bevindt zich in het Musée Maurice-Denis te Saint-Germain-en-Laye, ook wel genaamd "Le Prieuré".

## Context
In 1891 reisde de toen amper 23-jarige Verkade, telg uit de koekjesfamilie, af naar Frankrijk om er te schilderen. Via Meijer de Haan sloot hij zich aan bij de door Paul Gauguin opgerichte kunstenaarsgroep Les Nabis, in Bretagne. Hij werkte er onder andere met Maurice Denis, Paul Sérusier en Charles Filiger. Met de laatste deelde hij ook modellen, waaronder de Bretonse jongen die poseerde voor het hier besproken Heilige Sebastiaan.
Onder de kunstschilders van Les Nabis was in die tijd veel belangstelling voor mystiek, religie en filosofie. Kunst moest in hun ogen een dienende functie bekleden en steeds vaker werd gekozen voor religieuze onderwerpen, met Gauguins De gele Christus (1889) als een der eerste en meest typerende voorbeelden. Gewerkt werd in een tweedimensionale schilderstijl, cloisonnisme genoemd, met gebruik van dikke contourlijnen en heldere kleurvlakken, aansluitend bij de traditionele volkskunst.
Verkades werk sloot naadloos bij deze ontwikkeling aan. In 1892 bekeerde hij zich tot het katholicisme (in 1902 werd hij zelfs priester) en vanaf die tijd kreeg zijn kunst een religieus karakter. De heilige Sebastiaan is hiervan het vroegste voorbeeld.

## Afbeelding
Sebastiaan was een tot het christendom bekeerde Romeinse soldaat uit de derde eeuw na Christus, die vanwege zijn geloof, op bevel van keizer Diocletianus, met boogpijlen werd dood werd geschoten. Verkade beeldt hem conform een lange traditie in de schilderkunst naakt af, geplaatst tegen een boom. Het model kijkt sereen omhoog en de pijlen lijken hem nauwelijks te deren: hij blijft vol geloven in een ander leven na de dood. Zijn enigszins androgyne weergave roept homo-erotische suggesties op, die verbloemd werden door het religieuze motief. Het werk draagt verder nog diverse andere symbolische verwijzingen in zich. Aan de dorre tak rechtsonder zijn alweer nieuwe loten te zien, ten teken van nieuw keven na de dood. De zee refereert aan de oneindigheid en God als bron van alle leven. Het schip verwijst naar de onsterfelijke ziel.
De stijl waarin Heilige Sebastiaan is geschilderd is volledig conform Gauguins theorieën van het cloisonnisme. De vormen zijn sterk gestileerd. Kleuren zijn harmonieus ten opzichte van elkaar uitgewerkt en omtrokken door scherpe contourlijnen. De vormgeving lijkt wat onhandig, hetgeen associaties oproept met afbeeldingen van heiligen uit de middeleeuwen. Verkade bewonderde schilders als Fra Angelico, Sandro Botticelli en Andrea Mantegna, die ook werken naar hetzelfde thema maakten. In zijn autobiografie schreef hij dat de religieuze intensiteit en zeggingskracht van hun schilderijen hem ontroerden. In Heilige Sebastiaan projecteert hij als het ware zijn ideaalbeeld van de middeleeuwse kunst op het Bretonse boerenleven.
Verkade maakte nog twee andere, nagenoeg identieke versies van Heilige Sebastiaan, ook op karton, beide in particuliere collectie. Mogelijk maakte hij de prenten om ze cadeau te doen aan vrienden, hetgeen hij vaker placht te doen.

## Galerij

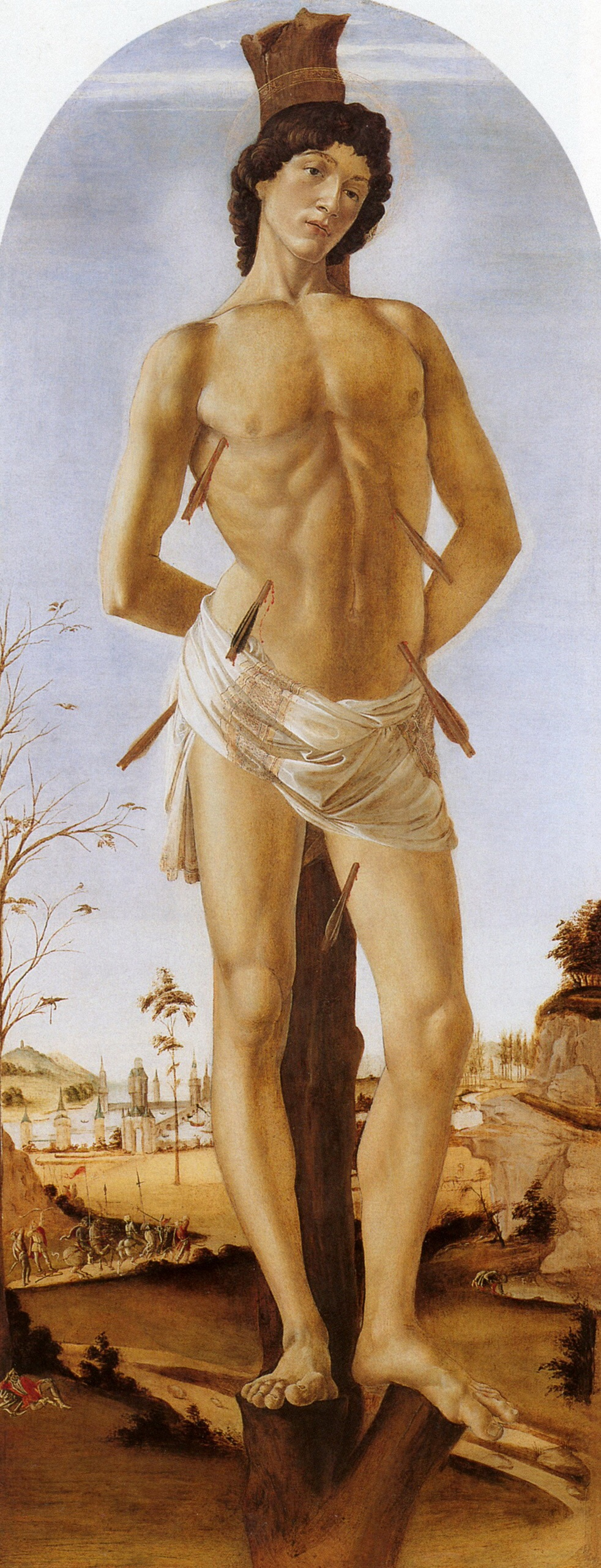
Sandro Botticelli, San Sebastiano, 1474
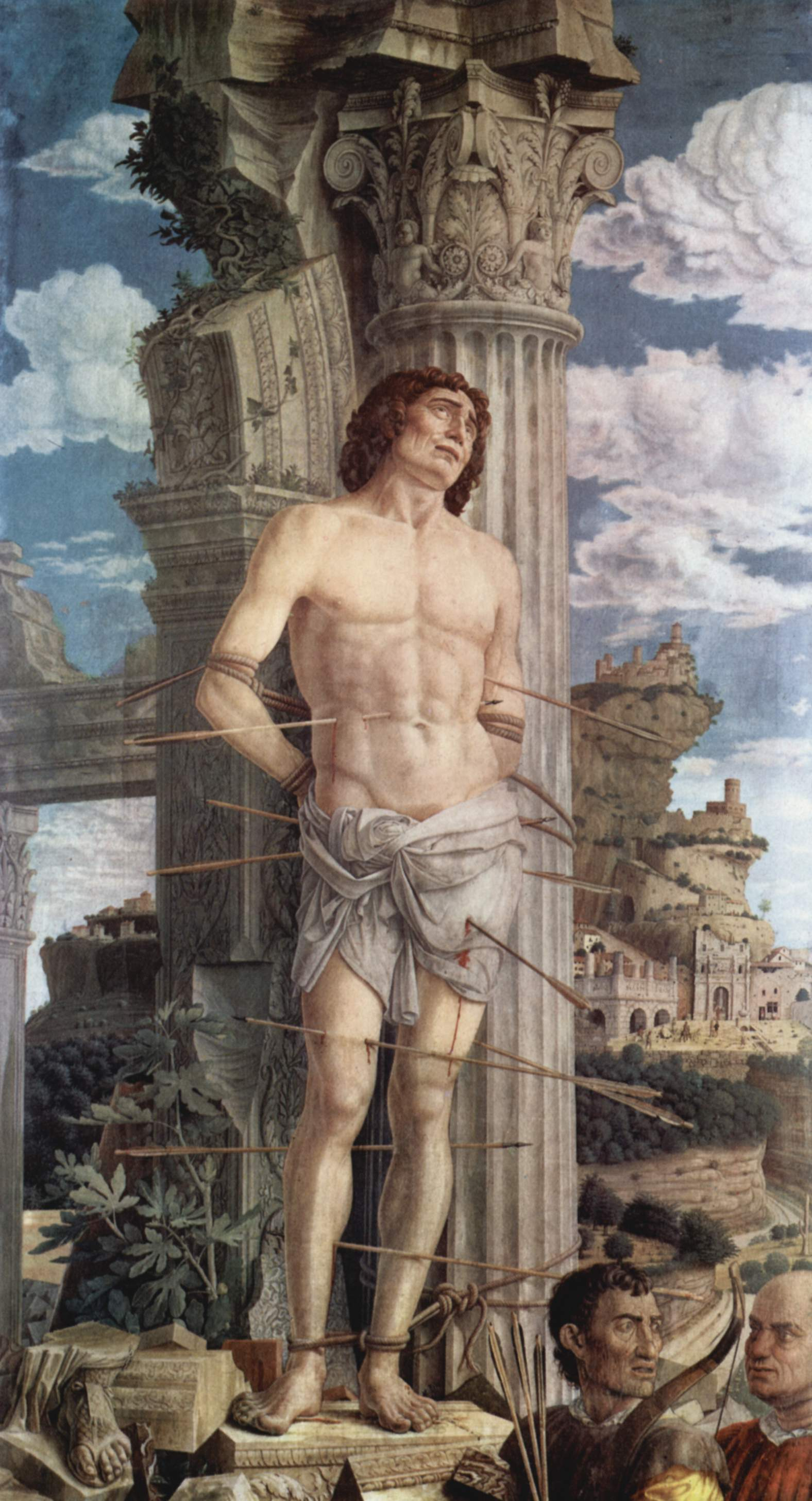
Andrea Mantegna, San Sebastiano, circa 1480
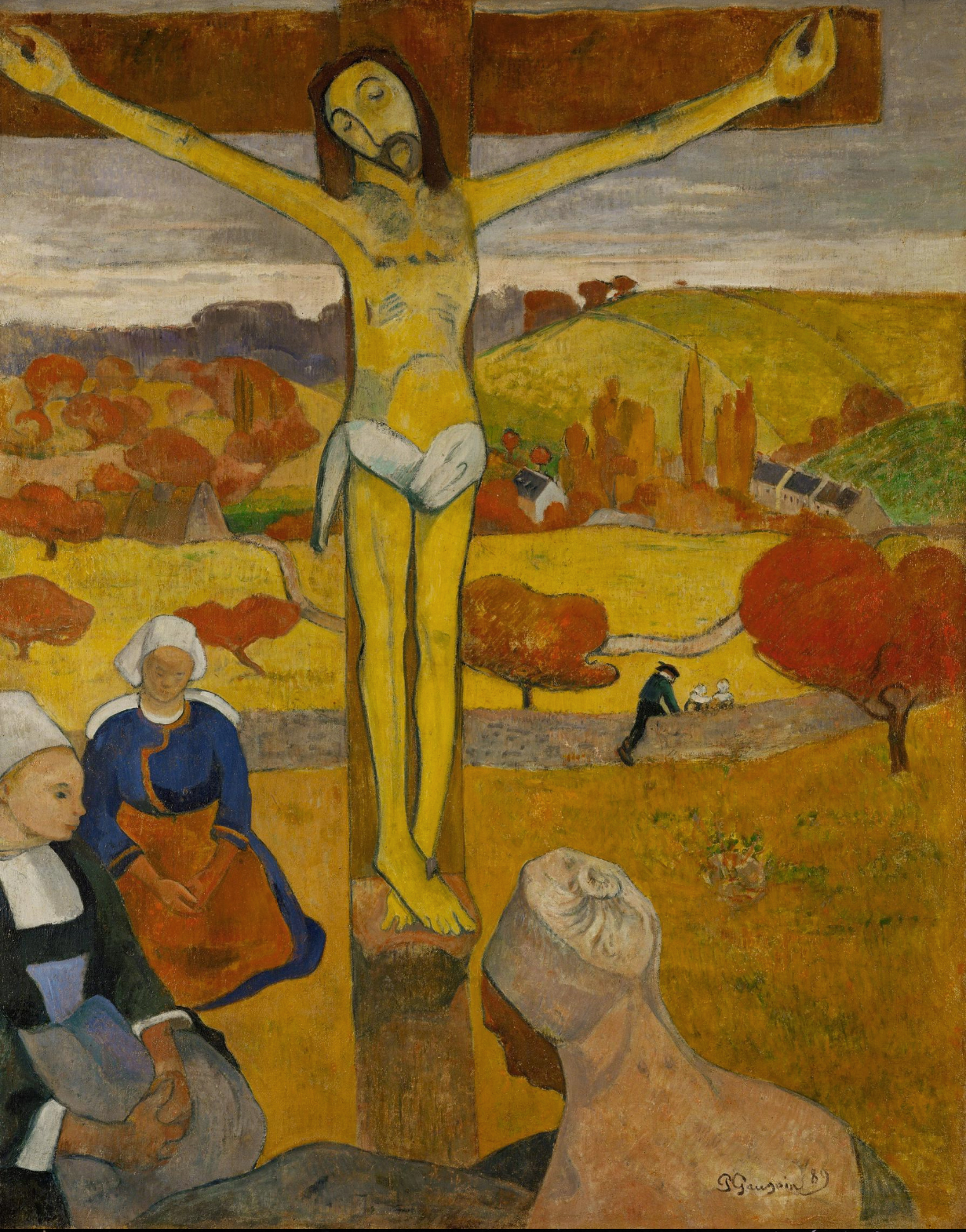
Paul Gauguin, De gele Christus, 1889
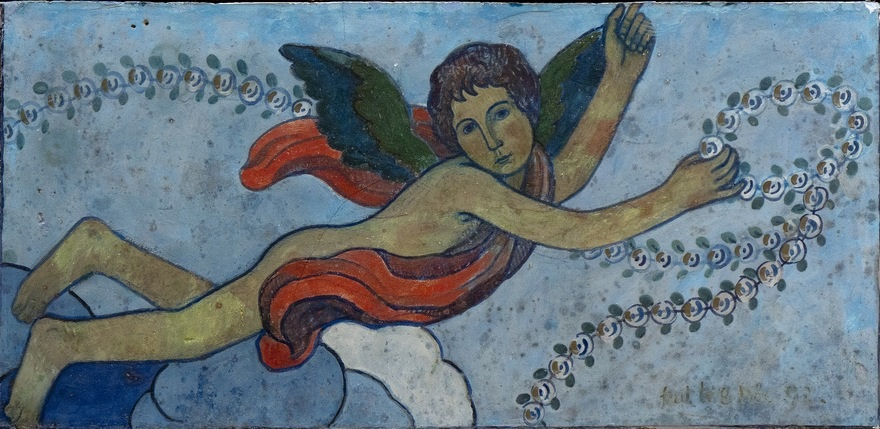
Charles Filiger, Ange gardien avec une guirlande, 1892, met daarop hetzelfde model